# Friedrichskoog
Friedrichskoog település Németországban, Schleswig-Holstein tartományban. Lakosainak száma 2523 fő (2023. december 31.).

## Népesség
A település népességének változása:
| Lakosok száma | 2968 | 2570 | 2574 | 2558 | 2494 | 2462 | 2523 |
|               | 1975 | 2017 | 2019 | 2020 | 2021 | 2022 | 2023 |